# Surinaamse Schutters Federatie
De Surinaamse Schutters Federatie (SSF) is de officiële sportbond voor de schietsport in Suriname. De bond is gevestigd in Paramaribo. De SSF is lid van het Surinaams Olympisch Comité (SOC) en de International Shooting Sport Federation.
In 1893 richtten Nederlandse militairen in Suriname de Surinaamsche Schietvereniging (SVV) op. Dit moment wordt wel gezien als de introductie van de schietsport in Suriname. De SSF werd uiteindelijk in 1979 opgericht door de verenigingen Kersten, Scherpschutters en Srefidensi. Gerhard van Dijk was jarenlang voorzitter van de SSF en daarnaast van 2001 tot 2014 van het SOC.